# Alloschemone
Alloschemone — рід вічнозелених в'юнких рослин родини ароїдних (Araceae), які поширені в регіоні Амазонки в Болівії та Бразилії. У роду всього два види і обидва надзвичайно рідкісні. Ці два види — Alloschemone occidentalis і Alloschemone inopinata. У якийсь момент в історії рід Alloschemone був розпущений і доданий до Scindapsus, але з тих пір він був відновлений після подальших спостережень за рослинами.

## Види
- Alloschemone inopinata Bogner & P.C.Boyce — штат Амазонас, західна Бразилія
- Alloschemone occidentalis (Poepp.) Engl. & K.Krause — Бразилія та Болівія